# Energía renovable en Portugal

Producción de electricidad renovable de Portugal desde 1980 hasta 2019

La energía renovable en Portugal fue la fuente del 25,7% del consumo total de energía en 2013. En 2014, el 27% de las necesidades energéticas de Portugal procedían de fuentes renovables. En 2016, el 28% del consumo final de energía en Portugal procedía de fuentes renovables. 
Portugal aspira a ser climáticamente neutral para 2050 y cubrir el 80 % de su consumo de electricidad con energías renovables para 2030.
En 2018, Portugal se comprometió a cerrar todas las instalaciones productoras de carbón del país para 2030, por lo que dependerá casi por completo de las energías renovables en los próximos años. En 2019, el carbón seguía cubriendo el 40% de las necesidades de electricidad de Portugal. La última central eléctrica de carbón portuguesa cerró el 19 de noviembre de 2021.

## Desarrollo
En 2001, el Gobierno portugués puso en marcha un nuevo instrumento de política energética: el Programa E4 (Eficiencia Energética y Energías Endógenas), consistente en un conjunto de medidas múltiples y diversificadas destinadas a promover un enfoque coherente e integrado de la oferta y la demanda de energía. Al promover la eficiencia energética y el uso de fuentes de energía renovables (endógenas), el programa pretendía mejorar la competitividad de la economía portuguesa y modernizar el tejido social del país, preservando al mismo tiempo el medio ambiente mediante la reducción de las emisiones de gases, especialmente el dióxido de carbono.
Mientras que de 2002 a 2007 las principales prioridades se centraron en la introducción del gas natural (con el objetivo de sustituir progresivamente al petróleo y al carbón en el balance energético) y la liberalización del mercado energético (mediante la apertura de este antiguo sector estatal a la competencia y la inversión privada), en los 5 años siguientes se hizo hincapié en la eficiencia energética (desde el punto de vista de la oferta y la demanda) y el uso de energías endógenas (renovables).
En febrero de 2016, el 95% de la electricidad consumida en Portugal procedió de fuentes renovables como la biomasa, la energía hidroeléctrica, la energía eólica y la energía solar. Estas fuentes produjeron un total de 4139 GWh. En mayo de 2016, toda la electricidad de Portugal se produjo de forma renovable durante un periodo de más de cuatro días, un logro histórico para un país europeo moderno.
La energía renovable producida en Portugal cayó del 55,5% del total de la electricidad producida en 2016 al 41,8% en 2017, debido a la sequía de 2017, que afectó gravemente a la producción de electricidad hidráulica. Las fuentes de la energía renovable que se produjo en Portugal en 2017 fueron la energía eólica con un 21,6% del total (por encima del 20,7% en 2016), la energía hidráulica con un 13,3% (por debajo del 28,1% en 2016), la bioenergía con un 5,1% (igual que en 2016), la energía solar con un 1,6% (por encima del 1,4% en 2016), la energía geotérmica con un 0,4% (por encima del 0,3% en 2016) y una pequeña cantidad de energía undimotriz en las Azores. El 24% de la energía producida en las Azores es geotérmica.
El 14 de julio de 2020, EDP anunció que cerraría la mayor central eléctrica de carbón del país, en Sines, en enero de 2021. En efecto, la central de Sines se cerró el 15 de enero de 2021, casi diez años antes de lo previsto inicialmente. La central era responsable del 12% de todas las emisiones de efecto invernadero de Portugal, y su cierre supuso la mayor disminución de emisiones contaminantes de la historia del país. La central de carbón de Pego fue la única instalación de carbón en funcionamiento hasta el 19 de noviembre de 2021, cuando también se cerró.
Se estima que se crearán alrededor de 20.000 puestos de trabajo hasta 2030 solo en la industria solar-fotovoltaica, habiendo anunciado EDP una inversión de 24.000 millones de euros en la industria renovable hasta 2026, la mayoría de los cuales se destinarán a la producción eólica, solar y de hidrógeno verde.

## Hidroelectricidad

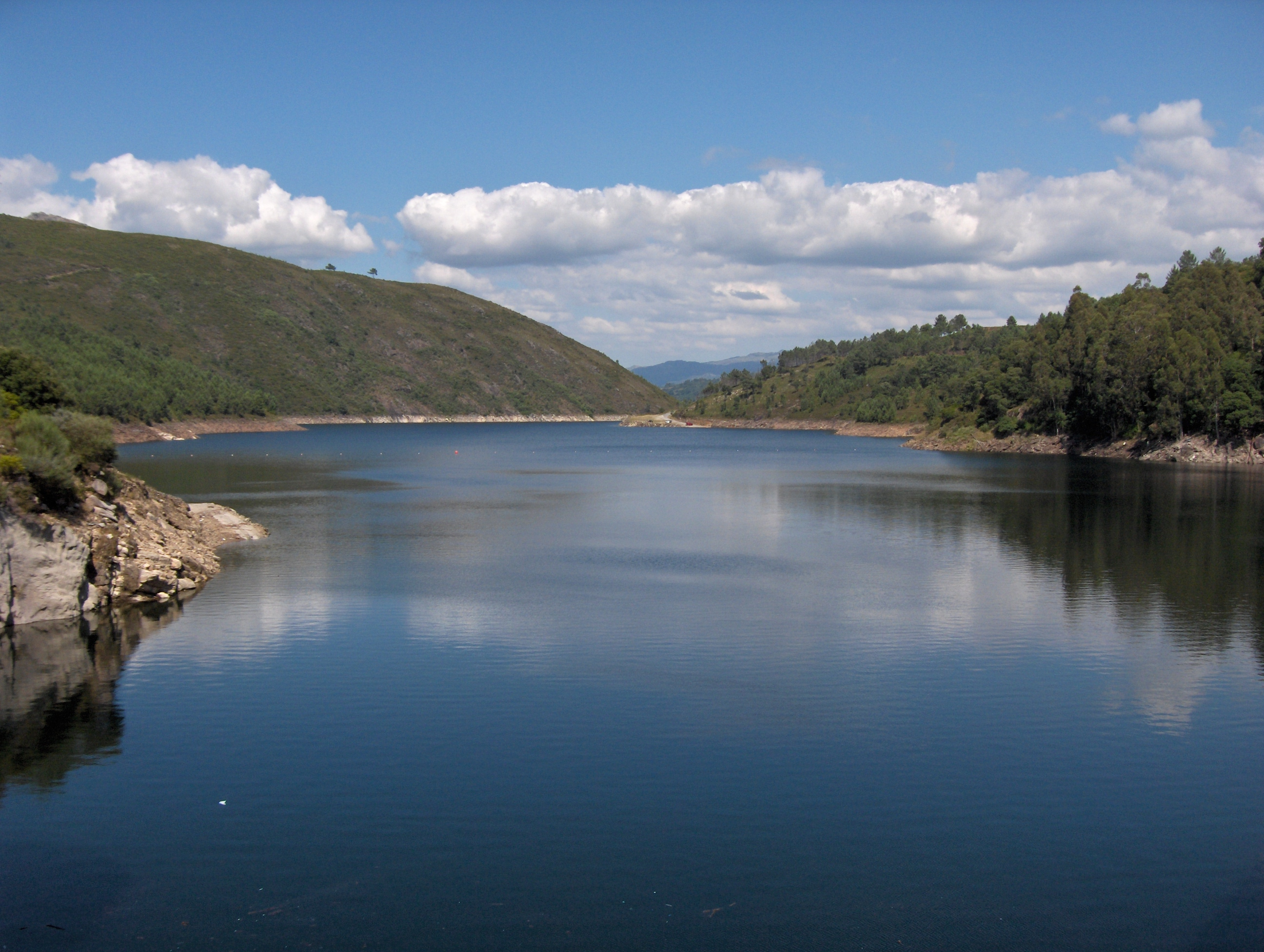
Presa Alto Lindoso, que da servicio a la central hidroeléctrica más grande del país

En 2020, la hidroelectricidad representaba el 28% de la cantidad total de electricidad producida en Portugal a partir de fuentes renovables.
La central hidroeléctrica más grande está en la presa Alto Lindoso, con una capacidad de 630 MW. Portugal tiene alrededor de 100 pequeñas centrales hidroeléctricas, con una capacidad de 256 MW, que producen 815 GWh/año. 

## Energía eólica
A finales de 2018, la capacidad de energía eólica en Portugal Continental era de 5.368 MW. En 2020, la energía eólica fue responsable del 24% de la producción de electricidad
Portugal combina energía eólica e hidroeléctrica utilizando los vientos nocturnos para bombear agua aguas arriba y enviarla de vuelta a través de generadores para producir energía al día siguiente; es la llamada hidroelectricidad de bombeo.

## Energía solar

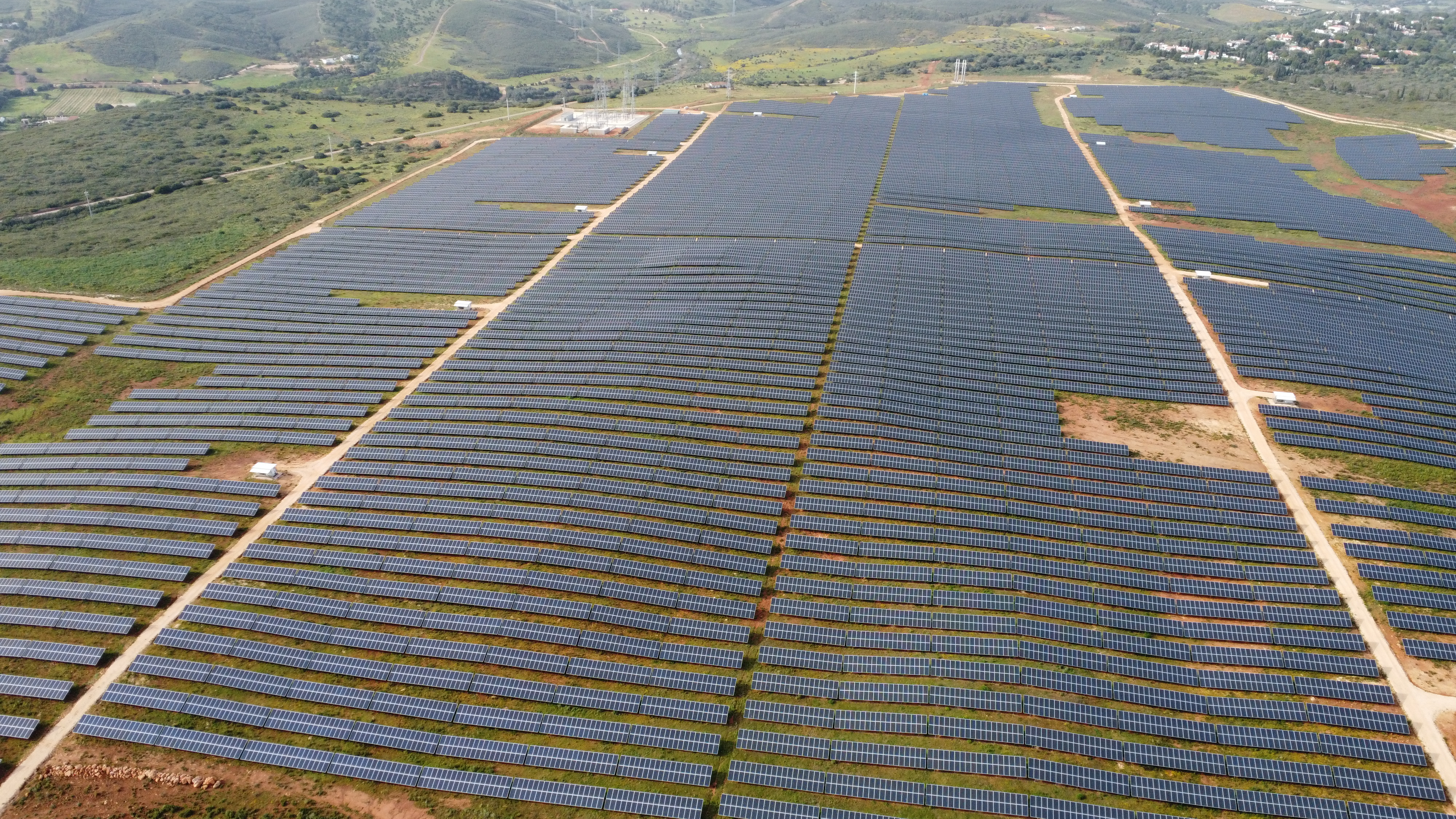
Planta de energía solar en Lagos - Algarve.

A fines de 2018, la energía solar tenía una capacidad instalada total de 828 MW. Representó el 2,2% de la generación total de energía en 2019.

## Energía geotérmica
La principal inversión de Portugal para el uso de este tipo de energía está en las Azores . El uso a pequeña escala de esta fuente de energía comenzó en la década de 1980 en Chaves y S. Pedro do Sul, Portugal continental, proporcionando 3 MWt.
En las Azores el uso de la energía geotérmica está muy extendido, con producción en 8 de las 9 islas, produciendo en conjunto unos 235,5 MWt. En 2003, el 25% de la electricidad consumida en São Miguel fue producida por energía geotérmica. 

## Energía undimotriz

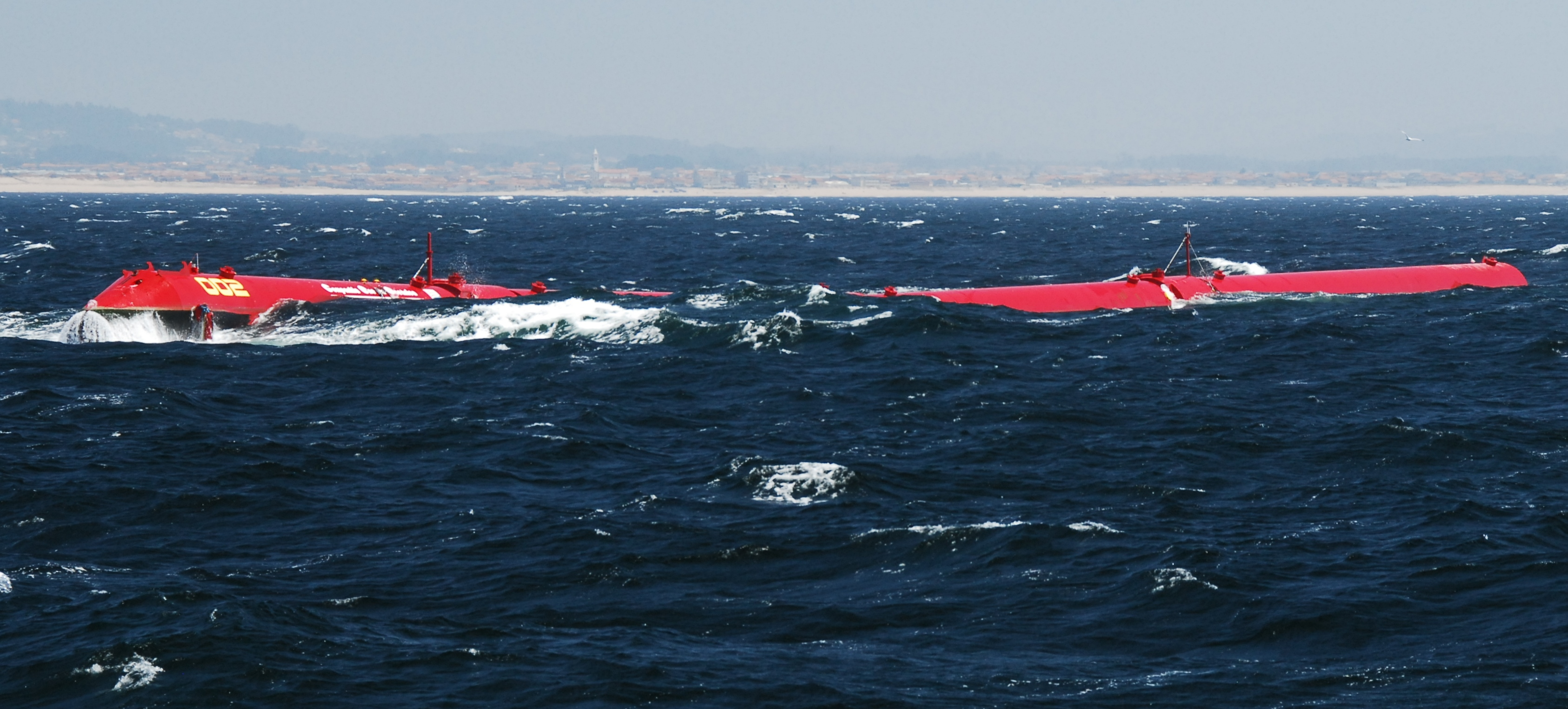
1 de las 3 máquinas Pelamis en el Parque de Olas de Aguçadoura

Okeanós fue la primera granja de olas comercial del mundo cuando se inauguró el 23 de septiembre de 2008. Estaba situado a cinco kilómetros de la costa, cerca de Póvoa de Varzim, al norte de Oporto. Utilizaba tres convertidores de energía de las olas Pelamis para convertir el movimiento de las olas de la superficie del océano en electricidad. El parque undimotriz se cerró en noviembre de 2008, poco más de dos meses después de su inauguración oficial.
En la década de 2010, una empresa local, Wave Roller, instaló muchos dispositivos a lo largo de la costa para aprovechar la energía del agua.

## Biogás
En 2011, Portugal produjo 45 ktep (Kilotoneladas Equivalentes de Petróleo) de biogás. 